# Hidrolândia (Goiás)
| \| Hidrolândia \|                        |
| Lage der Kleinstadt Hidrolândia in Goiás |
| Hidrolândia                              |

| Hidrolândia |

Hidrolândia ist eine brasilianische politische Gemeinde im Bundesstaat Goiás in der Mesoregion Zentral-Goiás und in der Mikroregion Anicuns. Sie liegt südwestlich der brasilianischen Hauptstadt Brasília und südlich von Goiânia, der Hauptstadt des Bundesstaates. Hidrolândia gehört zur Metropolregion Goiânia.

## Geographische Lage
Hidrolândia grenzt:
- im Norden an die Gemeinden Aparecida de Goiânia und Avelinópolis
- im Osten an Bela Vista de Goiás mit dem Grenzfluss Meia Ponte
- im Süden an Piracanjuba, Professor Jamil und Cromínia
- im Südwesten an Mairipotaba und Varjão
- im Westen an Aragoiânia